# Chōchin-obake
Chōchin-obake (提灯お化け? "lampada di carta fantasma") è uno yōkai con la forma di un chōchin. Può anche essere chiamato semplicemente chōchin, bake-chōchin, obake-chōchin e chōchin-kozō.

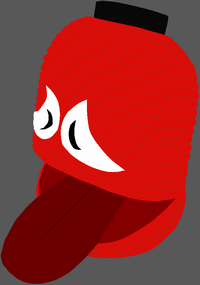
Un Chōchin-obake

Appaiono nei giochi di carte kusazōshi, omocha-e e karuta come obake karuta a partire dal periodo Edo all'inizio del XX secolo (e ancora oggi in uso), nonché in giocattoli Meiji e Taishō, libri per bambini e attrazioni della casa stregata.

## Descrizione

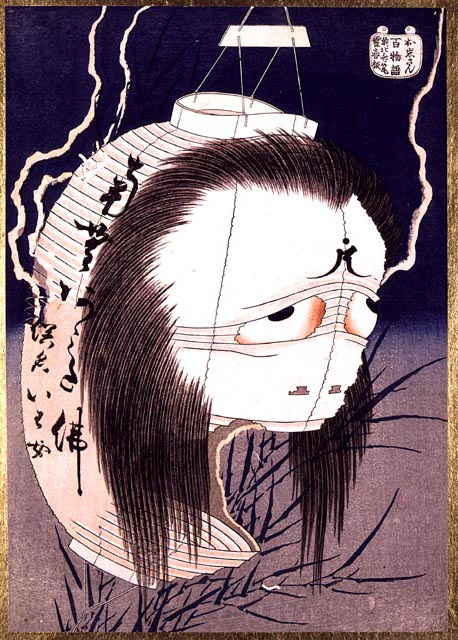
"Oiwa-san" dal Hyakumonogatari di Katsushika Hokusai

Secondo la leggenda, un chōchin, quando ormai diventa vecchio ed inutilizzabile, si aprirebbe da una parte all'altra a formare una bocca, dalla quale uscirebbe una lingua lunga, e il "chōchin obake" è comunemente raffigurato con due occhi, anziché uno. A volte, gli crescono anche delle mani, un busto e delle ali.
Nei disegni del periodo Edo, può essere a forma cilindrica o a secchio. Nel Gazu Hyakki Tsurezure Bukuro di Sekien Toriyama, è stato raffigurato uno yōkai a forma di lanterna sotto il nome di bura-bura.
Sono anche conosciuti nella Ukiyo-e come "Oiwa-san" dai disegni di Katsushika Hokusai in Hyakumonogatari e Utagawa Kuniyoshi in Kamiya Iemon Oiwa no Bōkon. Questi furono ispirati dal kabuki, il  Tōkaidō Yotsuya Kaidan (1825), in cui lo spirito di Oiwa, che fu ucciso da Kamiya Iemon, fu messo in scena mostrandosi da un chōchin (che fu chiamato chōchin'nuke), e così come un'altra performance in cui un chōchin aveva un volto umano, il Kasane ga Fuchi Satemo Sono Nochi (累渕扨其後?) (tenutosi per la prima volta nel 1825, a Nakamura-za tra gli altri luoghi ), quindi sono stati chiamati chōchin-oiwa.
Tra gli emakimono che raffigurano molti yōkai-oggetti, c'è il Hyakki Yagyō Emaki, ma non è stato trovato nessun chōchin nelle opere precedenti il Periodo Edo. Esempi di opere dopo il periodo Edo includono Hyakki Yagyō no Zu (百鬼夜行之図?) di Kanō Jōshin.